# 2002 en chimie
Cet article présente les faits marquants de l'année 2002 en chimie.

## Évènements
- 34ème Olympiades Internationales de Chimie, organisées à Groningen aux Pays-Bas du 5 juillet au 14 juillet[1].

## Prix
- Prix Nobel de chimie :
  - John B. Fenn et Koichi Tanaka pour leur développement des méthodes de désorption par ionisation douce pour des analyses de macromolécules biologiques par spectrométrie de masse[2],[3].
  - Kurt Wüthrich pour son développement de la spectroscopie par résonance magnétique nucléaire pour la détermination de la structure tridimensionnelle de macromolécules biologiques en solution[2],[3].
- Prix Procter & Gamble : Charles Knobler[4]
- Prix Anselme-Payen : John Manley[5]
- Médaille Garvan-Olin : Marion C. Thurnauer[6]
- Prix Ernest-Guenther : John William Daly[7]
- ACS Award in Pure Chemistry : Hongjie Dai[8]
- Arthur C. Cope Award : Robert Grubbs[9]
- Prix Irving-Langmuir : Mostafa A. El-Sayed[10]
- Médaille Priestley :  Allen J. Bard[11],[12],[13]
- Médaille Leverhulme : Nicholas Handy[14]
- Médaille Davy : Neil Bartlett pour ses recherches sur les limites hautes d'oxydation des éléments les moins oxydables, en utilisant principalement du fluor. Il a décrit la nouvelle chimie des gaz nobles et les nouvelles procédures permettant d'atteindre les limites haute d'état d'oxydation pour les éléments du tableau périodique[15],[16].
- Prix Alfred-Bader : Derrick L. Clive[17]
- Médaille Kołos : Paul Von Ragué-Schleyer[18]

- Grand prix Pierre-Süe : Abel Rousset[19]
- Grand prix Achille-Le-Bel : Jean-Yves Saillard[20]
- Médaille William-H.-Nichols : Alan G. MacDiarmid[21]

## Décès
- 6 février : Max Perutz (né en 1914), chimiste anglo-autrichien, prix Nobel de chimie en 1962.
- 18 mars : André Bernanose (né en 1912), physicien, chimiste et pharmacologue français.
- 24 mars : César Milstein (né en 1927), biochimiste argentin, prix Nobel de physiologie ou médecine en 1984.
- 11 juin : Bertrand Goldschmidt (né en 1912), chimiste français.
- 20 juin : Erwin Chargaff (né en 1905), biochimiste autrichien naturalisé américain.
- 6 juillet : Michel Lavalou (né en 1930), chimiste et industriel français.
- 28 juillet : Archer John Porter Martin (né en 1910), chimiste britannique.
- 31 août :
  - George Porter (né en 1920), chimiste britannique.
  - Martin Kamen (né en 1913), chimiste américain.